# Mercedes Ron
Mercedes Ron (ur. 3 czerwca 1993 w Buenos Aires) – argentyńsko-hiszpańska pisarka. Jest znana przede wszystkim z serii powieści młodzieżowych, które zdobyły dużą popularność na platformie Wattpad i zostały opublikowane w formie książkowej. Jej najpopularniejsze dzieła składają się na trylogię Culpables, której pierwsza część, Culpa mía, przyniosła autorce szerokie uznanie.

## Życiorys
Mercedes Ron urodziła się w 1993 roku w Buenos Aires. Od najmłodszych lat była otoczona przez literaturę, co zainspirowało ją do pisania już w dzieciństwie. W poszukiwaniu lepszych możliwości edukacyjnych i życiowych, jej rodzina zdecydowała się na przeprowadzkę do Hiszpanii, gdzie Mercedes dorastała i kontynuowała swoją edukację.
W Hiszpanii Ron rozwijała swoje zainteresowania literackie, równocześnie angażując się w różnorodne projekty kreatywne. Studiowała na Uniwersytecie w Sewilli, gdzie zdobyła wykształcenie w dziedzinie komunikacji audiowizualnej. To doświadczenie pozwoliło jej nie tylko na rozwój umiejętności pisarskich, ale również na zrozumienie technik narracyjnych i przekazu wizualnego, co w znaczący sposób wpłynęło na jej późniejszą twórczość.
Podczas studiów Mercedes Ron zaczęła publikować swoje opowiadania na platformie Wattpad. Styl oraz zdolność do tworzenia angażujących historii szybko zdobyły uwagę czytelników. Debiutowała serią powieści Culpa mía (tytuł polski: Moja wina), która stała się internetowym fenomenem, zdobywając miliony wyświetleń. Sukces tej serii nie tylko przyciągnął uwagę wydawców, ale również umożliwił jej podpisanie kontraktu na wydanie książek w tradycyjnej formie.
Mercedes Ron kontynuuje swoją karierę literacką i uchodzi za jedną z najpopularniejszych młodych pisarek w Hiszpanii. Jej książki często znajdują się na listach bestsellerów, a ona sama jest ceniona za zdolność do kreowania postaci i historii, które rezonują z młodymi czytelnikami na całym świecie.

## Twórczość
Mercedes Ron zyskała popularność dzięki swojej serii powieści Culpa mía (Moja wina), która odniosła duży sukces na platformie Wattpad. Jej debiutancka książka, będąca częścią trylogii Culpables, szybko zdobyła rzeszę fanów, co zaowocowało jej publikacją w formie książkowej. W swoich powieściach Ron często porusza tematykę młodzieżowej miłości, konfliktów wewnętrznych oraz dojrzewania. Ron ma na swoim koncie także inne powieści, w tym Marfil i Ébano, które również zdobyły popularność wśród czytelników. W Polsce publikacją zajmuje się Wydawnictwo Harde.
Trylogia Winnych:
- To moja wina (Culpa mía, 2017)[7]
- To moja wina. Tom 2: To twój błąd (Culpa tuya, 2017)
- To moja wina. Tom 3: To nasze życie (Culpa nuestra, 2018)

Trylogia Winnych jest także dostępna w formie audiobooka; czyta Katarzyna Węsierska.
Cykl Bali:
- 30 zachodów słońca, w których można się zakochać (30 Sunsets para Enamorarte, 2023)[1]
- 10 000 mil, które nas dzielą (10,000 Millas para Encontrarte, 2023)[1]

Bilogía Enfrentados:
- Marfil (2019, Montena)
- Ébano (2019, Montena)

Trilogía Dímelo:
- Dímelo Bajito (2020, Montena)
- Dímelo en Secreto (2020, Montena)
- Dímelo con Besos (2021, Montena)[8]

## Życie prywatne
Mercedes Ron mieszka w Hiszpanii, gdzie kontynuuje swoją działalność pisarską. Pomimo popularności, stara się unikać medialnego szumu i koncentruje się na tworzeniu nowych dzieł literackich oraz na kontaktach z fanami poprzez media społecznościowe. W swoich wypowiedziach często podkreśla, jak ważna jest dla niej rodzina i wsparcie bliskich.

## Adaptacje ekranowe
Mercedes Ron, dzięki swojemu sukcesowi literackiemu, zyskała również zainteresowanie świata filmowego i telewizyjnego. Adaptacje jej książek obejmują:
- To moja wina (Culpa mía) – pierwsza książka z trylogii Culpables została zaadaptowana na film, który miał swoją premierę 8 czerwca 2023 roku na platformie Prime Video. W rolach głównych wystąpili Nicole Wallace jako Noah i Gabriel Guevara jako Nick. Film oddaje fabułę i emocje zawarte w książce; zdobył dużą popularność zarówno wśród dotychczasowych fanów, jak i nowych widzów[9][10].

- 26 lipca 2023 roku potwierdzono, że pozostałe książki z trylogii Culpables również zostaną zaadaptowane. Adaptacje te będą kontynuować historię Noah i Nicka, przedstawiając dalsze losy bohaterów[11].